# EcoRI

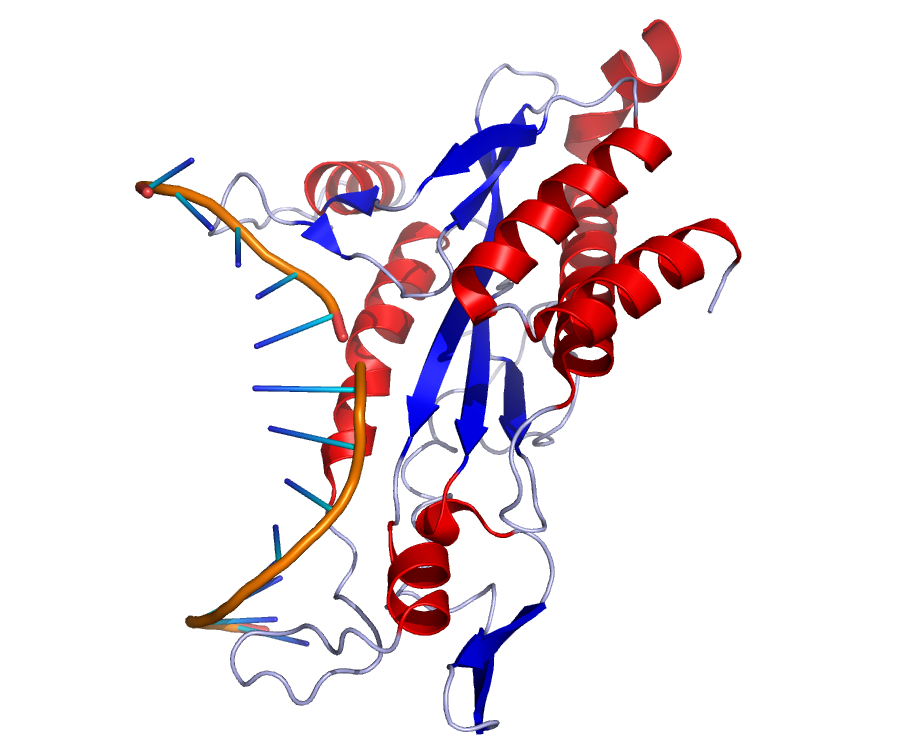
EcoRIの構造

EcoRI（えこあーるわん）は、II型の制限酵素の一種で、制限酵素としては最も代表的なものである。

## 歴史
1972年、カリフォルニア大学のハーバート・ボイヤーの研究室で大腸菌から単離された。大腸菌（Escherichia coli）のRY13株から見つかった1番目の制限酵素ということで、「EcoRI」と命名された。
1986年、制限酵素として初めて結晶構造が報告された。

## 作用
EcoRIはIIP型に分類される制限酵素であり、DNA中の　5'-GAATTC-3'　というパリンドロームになっている6塩基配列を認識し、GとAの間に切れ目を入れ、切り口に付着末端を作り出す。この時、酵素との結合部でDNAを直角に屈曲させることが分かっている。なお、大腸菌自身の遺伝子は、この配列の部分がメチル化されているため、切断される心配はない。
EcoRIの切断パターン

```
 切断前の配列   　　　切断後の配列
 5'-GAATTC-3'    5'-G　AATTC-3'
 3'-CTTAAG-5'    3'-CTTAA　G-5'
```

## 構造

### 一次構造
他の多くの制限酵素と同様に活性部位にPD...D/ExKモチーフを持つ。

### 三次・四次構造
約31kDaのサブユニットがホモ2量体を形成し、α/β構造である球状ドメインでDNAと結合する。
球状ドメインから飛び出しているループ領域はDNAを包むように結合し、認識配列の外のDNA骨格と結合する。この結合が、認識配列近傍のDNA配列がEcoRIの活性に影響を与えている原因であると考えられている。
それぞれのサブユニットの2つのαヘリックスは4ヘリックスバンドルを構成し、DNAの主溝に入り込み結合する。βストランドにはヌクレアーゼ活性に必要なアミノ酸残基が含まれている。